# وينبرجر ضد ويسينفيلد
قضية وينبرجر ضد ويسينفيلد، اتخذت المحكمة العليا للولايات المتحدة الأمريكية قرارًا بالإجماع بأن التمييز القائم على الجنس تحت المادة القانونية رقم 402 الخاصة بالمحكمة العليا الأمريكية من القانون الضمان الاجتماعي لعام 1935 –الذي يسمح للأرملة وليس الأرمل بأن يحصل على تعويضات مالية عند رعاية الأطفال القصر- انتهتك حق الرعاية المتساوية التي تؤمنها محاكمة عادلة من التعديل الخامس لدستور الولايات المتحدة.

## الخلفية
كان ستيفان ويسينفيلد وبولا بولتشيك متزوجون في 1970. كان ستيفان يملك شركة استشارية للحاسوب الصغير دخلها غير منتظم. بينما زوجته بولا كانت مدرسة رياضيات في مدرسة إديسون ودخلها كان أكثر من زوجها. في حين توفيت بولا أثناء حملها من انصمام بالسائل السلوي الذي يحيط بالجنين، أصبح ستيفان العائل الوحيد لطفلهم الرضيع. واضطر ستيفان لقطع ساعات عمله لكي يراعى ابنه ويبحث عن طلب رعاية الطفل. ولذلك طعن ويسينفيلد في صحة عدم أهلية التعويضات المالية الخاصة بالمنتفعين من الضمان الاجتماعي وهما الأرملة وليس الأرمل.
عمل الاستاذ القانوني روث بادر جينسبورج بالتعاون مع ميلفن ولف على قضية وينبرجر ضد ويسينفيلد بعد صدور عدة قرارات من جانب المحكمة العليا ضد القضية بشأن قضايا التمييز الجنسي. في 1974، أكدت قضية خان ضد شيفان اختلافات في إعفاء الضرائب الملكية بين الأرمل والأرملة ، حكمت المحكمة العليا لصالح قضية غيدولديغ ضد أيللو التي رفضت تعويضات من فقدان العمل بسبب الحمل؛ التي لم تنتهك التعديل الرابع العشر للدستور الأمريكي. ولذا أطلع جينسبورغ على قضية وينبرجر ضد ويسينفيلد لتعزيز فكرة «الرعاية للأب والأم وليس أحد منهم».
طعن جينسبورغ على نص المادة رقم 402 (ز) من قانون الضمان الاجتماعي الذي مّيز ستيفان من خلال عدم اعطاءه تعويضات الضحايا من الأرملة. بالإضافة إلى اعترضه على تبرعات بولا من الضمان الاجتماعي لم تعامل على اساس نفسه كرجال الذي يشتغلون فلذا هي كذلك تعرضت إلى التمييز.